# Ариас Наварро, Карлос
Ка́рлос А́риас Нава́рро (исп. Carlos Arias Navarro; 11 декабря 1908[…], Мадрид[…] — 27 ноября 1989[…], Мадрид[…]), маркиз де Ариас-Наварро — испанский политик, юрист и государственный деятель, сподвижник Франсиско Франко. Участник гражданской войны на стороне франкистов и репрессий против левых сил. При франкистском режиме занимал губернаторские посты, был мэром Мадрида, возглавлял службу госбезопасности и министерство внутренних дел. В 1973—1976 годах являлся последним председателем правительства Испании франкистского периода и первым — переходного периода. После смерти Франко поддерживал крайне правую группировку Бункер. Потерпел поражение на выборах 1977 года, после чего, он отошёл от политической деятельности.

## Ранние годы. Консерватор-юрист
Родился в небогатой мадридской семье промышленного служащего низшего звена. Был одним из пяти детей (шестой ребёнок умер в младенчестве). Отец — Анхель Ариас Маскараке — скончался, когда Карлосу ещё не исполнилось четырёх лет. Мать — Ниевес Наварро Колунга — воспитывала детей в духе традиционной католической морали и испанского патриотизма. Карлос был особенно близок с матерью.
Окончил юридический факультет Центрального университета Мадрида. С 1929 служил в министерстве юстиции, работал нотариусом в Мадриде. В 1933 был назначен прокурором в Малагу. Был известен как квалифицированный юрист. Отличался жёсткостью характера, хмурым аскетизмом и педантичным следованием формальному закону.
Выраженной политической ориентации Карлос Ариас Наварро в молодости не имел, но всегда находился под влиянием католической церкви и консервативно настроенной матери. Поэтому симпатизировал скорее правым силам.

## В гражданской войне. Франкистский прокурор
17 июля 1936 началась гражданская война в Испании. Ариас Наварро был арестован республиканцами, поскольку из-за католической религиозности считался человеком крайне правых убеждений. Освободился с помощью лично знакомого анархиста (который впоследствии был приговорён к смертной казни, в связи с чем Ариас Наварро выражал сожаление).
После взятия Малаги франкистами Ариас Наварро являлся прокурором военного суда. Способствовал вынесению около 4,3 тысячи смертных приговоров республиканцам и левым активистам. За это получил прозвище El carnicero de Málaga — Мясник Малаги. Служил в 4-й Наваррской дивизии франкистских войск под командованием полковника Камило Алонсо Веги. Имел звание капитана франкистской армии.
После победы франкистов в гражданской войне Карлос Ариас Наварро вернулся к профессии юриста. От политики первоначально дистанцировался, поскольку не разделял ни фалангистской, ни традиционалистской, ни монархической идеологии. Однако после смерти матери в 1943 Ариас Наварро включился в политическую систему франкистского режима.

## Администратор и министр
25 ноября 1944 при поддержке министра внутренних дел Бласа Переса Гонсалеса (активный фалангист и сторонник нацистской Германии) Карлос Ариас Наварро был назначен гражданским губернатором Леона. Занимал этот пост до 4 февраля 1949. С 26 октября 1951 по 24 сентября 1954 был гражданским губернатором Санта-Крус-де-Тенерифе. 15 октября 1954 занял пост провинциального руководителя — хефе — франкистского Национального движения в Наварре.
25 июня 1957 Ариас Наварро получил иное назначение — начальником Генерального директората безопасности МВД, спецслужбы и карательного органа режима. Служил под началом министра внутренних дел Камило Алонсо Веги. Был активным проводником политических репрессий, жёстко подавлял коммунистическое, левореспубликанское и сепаратистское подполье. Под его руководством был арестован и казнён видный деятель Компартии Испании Хулиан Гримау.
5 февраля 1965 Карлос Ариас Наварро вернулся с карательно-полицейской на административную службу: занял пост алькальда — мэра — Мадрида. Способствовал промышленному, строительному и транспортному развитию испанской столицы. При Ариасе Наварро в Мадриде был возведён первый небоскрёб — Torre de Valencia. В то же время строительные проекты вызывали критику как нарушающие природный ландшафт и исторический облик Мадрида. Во главе мадридской администрации Ариас Наварро находился в течение восьми лет.
На всех занимаемых постах Карлос Ариас Наварро отличался неукоснительной верностью каудильо Франсиско Франко, чёткостью в проведении его директив. Состоял в Испанской Традиционалистской Фаланге, строго придерживался крайне правой идеологии франкизма, традиций антикоммунистического «крестового похода».
12 июня 1973 Карлос Ариас Наварро занял пост министра внутренних дел в правительстве Луиса Карреро Бланко. К этому времени он являлся одним из самых влиятельных политиков Испании, принадлежал к окружению Франко. Назначение активно лоббировала жена каудильо Кармен Поло, которая заявила, что после этого «может спать спокойно».
20 декабря 1973 адмирал Карреро Бланко был убит баскскими террористами ЭТА. 31 декабря 1973, после кратковременного премьерства профессора Торкуато Фернандеса-Миранды, Франко назначил Ариаса Наварро главой правительства Испании.

## Председатель правительства

### Последний премьер режима. Планы реформ и политика репрессий
Программное выступление премьера Ариаса Наварро перед кортесами состоялось 12 февраля 1974. Неожиданно для многих он выступил с реформаторскими тезисами. Они носили ограниченный характер: либерализация судебной системы, легализация политических ассоциаций, смягчение цензуры, расширение прав местного самоуправления и франкистских вертикальных синдикатов (профсоюзов). Но даже в таком варианте речь и порождённый ею Espíritu del 12 de febrero — Дух 12 февраля были беспрецедентны для франкистской Испании.
Выступление главы правительства отражало растерянность правящих кругов в преддверии кончины Франко. Однако ультраправая группировка Бункер не желала никаких уступок и настаивала на жёстком курсе. Лидер ортодоксальных фалангистов Хосе Антонио Хирон выступил с программной статьёй в партийном официозе Arriba, в которой предупредил, что франкисты не допустят «измены делу 18 июля».
В конечном счёте Ариас Наварро сделал выбор в пользу «Бункера». Этому способствовал целый ряд факторов: осложнение социально-экономической ситуации из-за нефтяного кризиса 1973, рост забастовочного движения, внешнеполитические трудности, террористические атаки анархистов и баскских сепаратистов ЭТА. В результате правительство Ариаса Наварро было крайне непопулярно в стране.
13 сентября 1974 активисты ЭТА устроили взрыв в кафе Роландо, расположенном в центре Мадрида. Погибли 13 человек, около 70 ранены. Это был крупнейший акт насилия, совершённый в Испании после гражданской войны. Правительство Ариаса Наварро расценило его как серьёзный вызов и ответило жёсткими репрессиями.
Ещё 2 марта 1974 был казнён гарротой за убийство полицейского анархо-антифашист Сальвадор Пуч Антик. 27 сентября 1975 расстреляны за участие в терактах и нападения на полицию пять человек — активисты ЭТА Хуан Паредес, Анхель Отаэгуи и активисты ФРАП Умберто Баэна, Луис Санчес Браво, Рамон Гарсиа Санс. Эти казни — последние в испанской истории — во многом определили политический облик правительства Ариаса Наварро. Усилилась международная изоляция франкизма и внешнее давление. В частности, был снят вопрос о вступлении Испании в НАТО, которого правительство активно добивалось.
Сильным ударом по франкизму явилась Революция гвоздик в Португалии 25 апреля 1974. Формально правительство Ариаса Наварро заявило о невмешательстве в португальские дела и сохраняло дипломатические отношения. Реально оно с крайней враждебностью отнеслось к Португальской революции, в которой видело опасность для собственной стабильности. Эти опасения имели определённые основания: демократически настроенные офицеры создали тайный Военно-демократический союз, стремившийся повторить португальский опыт. Служба безопасности произвела ряд арестов. Испания стала тыловой базой португальских террористических организаций ЭЛП и МДЛП. Ариас Наварро предлагал американскому госсекретарю Генри Киссинджеру организовать вооружённое вторжение в Португалию, но не получил в этом поддержки США.
Очередным ударом стало падение дружественного франкизму режима чёрных полковников в Греции. Обострилась ситуация в Западной Сахаре — война с ПОЛИСАРИО дополнилась марокканским давлением. Ариас Наварро вынужден был согласиться на деколонизацию и заключить Мадридские соглашения о разделе Испанской Сахары между Марокко и Мавританией.

### После смерти каудильо. Ориентация на «Бункер»
20 ноября 1975 скончался Франсиско Франко. С официальным сообщением выступил глава правительства (не сдержав при этом рыданий).

«Испанцы, Франко мёртв», — объявил Карлос Ариас Наварро перед камерами испанского телевидения.

Главой государства стал король Испании Хуан Карлос I. Переход Испании к демократии осуществлялся под эгидой легитимной конституционной монархии. Первоначально Карлос Ариас Наварро оставался во главе правительства, но его власть ограничивалась влиянием Хуана Карлоса и близких королю министров-реформаторов — Мануэля Фраги Ирибарне (МВД) и Хосе Марии де Ареильсы (МИД).
В этот период Карлос Ариас Наварро, несмотря на периодические обращения к «духу 12 февраля», однозначно воспринимался как крайне правый франкист и противник демократических преобразований. Во всех принципиальных вопросах он полностью солидаризировался с «Бункером».

Король Хуан Карлос I, вступивший на престол после смерти каудильо, не скрывал своих евролиберальных воззрений, но правительство ещё продолжало оставаться под контролем «Бункера» — группировки франкистских функционеров, на которую ориентировался премьер-министр Карлос Ариас Наварро.

Во главе правительства Ариас Наварро отстаивал наследие франкизма и проводил политику «репрессий вместо реформ». Крупным актом насилия стало побоище в Витории 3 марта 1976 — полицейский разгон демонстрации басков в городе Витория-Гастейс, в результате которого погибли пять человек. 9 мая 1976 произошли столкновения на горе Монтехурра — атака ультраправых на левых карлистов, санкционированная председателем правительства.
Эти события ускорили отставку Ариаса Наварро. 1 июля 1976 Хуан Карлос I после аудиенции издал соответствующий указ. На следующий день Карлос Ариас Наварро получил титул маркиза — «в ознаменование заслуг в служении нации, за проявленные патриотизм, самоотверженность, такт и осмотрительность». Новым председателем правительства был назначен Адольфо Суарес, сторонник демократических реформ.

## Поражение и кончина
15 июня 1977 в Испании состоялись первые с 1936 свободные парламентские выборы. Карлос Ариас Наварро баллотировался в Сенат Испании от консервативно-неофранкистского Народного альянса (лидером являлся Фрага Ирибарне). Ариас Наварро воспринимался как один из ведущих носителей франкистской традиции.
Однако Народный альянс, вопреки ожиданиям, получил лишь 8,3 % голосов, 16 мест в Конгрессе депутатов (из 350) и 2 места в Сенате (из 248). Не был избран и Ариас Наварро, хотя баллотировался от Мадрида, где недавно был мэром и считался популярным политиком.

У Ариаса никогда не было собственной программы, он делал то, что считал нужным Франко. Он не понимал современности, являясь тенью самого непримиримого франкизма.

После такого поражения Карлос Ариас Наварро отошёл от политической деятельности. Последние двенадцать лет прожил частной жизнью. Скончался в возрасте 80 лет.

## Семья
Карлос Ариас Наварро был женат на Марии Лус дель Валле Менендес — дочери крупного леонского предпринимателя Эмилио Валле Эгохеаги, с которым он на посту губернатора поддерживал деловые связи. Детей в браке супруги не имели.